# Concordia (New Jersey)
Concordia ist ein Census-designated place innerhalb des Monroe Townships im Middlesex County, New Jersey. Bei der Volkszählung von 2000 wurde eine Bevölkerungszahl von 3658 registriert.

## Geographie
Nach dem amerikanischen Vermessungsbüro hat Concordia eine Gesamtfläche von 2,8 km², wovon 2,7 km² Land und 0,1 km² (2,78 %) Wasser ist.